# 南横町 (弘前市)
南横町（みなみよこちょう）は、江戸期から現在にかけての青森県弘前市の地名。郵便番号は036-8026。2017年6月1日現在の人口は237人、世帯数は128世帯。

## 地理
町域の北部は和徳町、東部は萱町、南部は坂本町、西部は北柳町・徳田町に接する。

## 歴史
- 延宝5年 - 東長町七丁目・八丁目間（現：和徳町）を境に北は東長町北横町、そして南は東長町南横町（現：南横町）として町割りがされ、当地を指す東長町南横町は30軒屋敷割りがされ、蒔絵師が居住（弘前惣御絵図）。
- 貞享元年 - 一部が御用地になる（国日記）。
- 宝永2年～4年 - 郭内武家屋敷の郭外移転により、勘定奉行の算者30、足軽目付16、下級武士55、等が移転（国日記）。
- 宝暦6年 - 町屋が57（弘前町惣屋鋪改大帳）。
- 文政年間 - 当地は一丁目と二丁目に分かれて構成され、町屋56、空屋1（和徳町絵図）。
- 天保8年 - 町屋が54（弘前絵図）。
- 明治初年 - 戸数88。町域は「長二丁六間一尺、幅六間」、町の状況は「当街小賈日雇夫雑居す」と見える。以降、商店・住宅混在の町になる（国誌）。
- 1897年（明治30年） - 北川端町から北横町に遊廓が移転するとともに当地にも飲食店などが出来る。
- 1925年（大正14年） - 映画館錦館が開館。
- 1927年（昭和2年） - 北横町の遊廓から出火して、和徳町一帯を全焼。錦館は和徳町の大火後に日本劇場、第2次世界大戦中に日本劇場に改称。
- 戦後 - キャバレー・喫茶店・が数軒見られる。
- 1957年（昭和32年） - 北横町の遊廓が無くなり、当地にあったキャバレー等も姿を消す。現在は住宅地。

### 沿革
- 江戸期 - 弘前城下の一町。
- 明治初年～明治22年 - 弘前を冠称。
- 1899年（明治22年） - 弘前市に所属。

## 小・中学校の学区
市立小・中学校に通う場合、学区は以下の通りとなる。
| 大字   | 番地 | 小学校             | 中学校             |
| ------ | ---- | ------------------ | ------------------ |
| 南横町 | 全域 | 弘前市立和徳小学校 | 弘前市立第一中学校 |

## 交通
- 弘南バス

横町入口（弘前 - 五所川原線 復路、弘前バスターミナル - 神田線、小栗山 - 清原・安原 - 神田線）停留所。